# Philippenhöhle
Die Philippenhöhle (auch bekannt als Philippenloch) ist eine natürliche Karsthöhle nahe der oberfränkischen Stadt Weismain im Landkreis Lichtenfels in Bayern.
Die Höhle befindet sich am nördlichen Rand der Fränkischen Schweiz. Sie hat den Schutzstatus eines Bodendenkmals und wird vom Bayerischen Landesamt für Denkmalpflege unter der Denkmalnummer D-4-5933-0073 geführt. Im Höhlenkataster Fränkische Alb (HFA) ist die Höhle als C 40 registriert.

## Lage und Beschreibung
Die rund 7 m lange und 8 m breite Höhle befindet sich etwa 50 m über dem Niveau des Kleinziegenfelder Tals im Felshang unterhalb des Weismainer Ortsteils Wallersberg. Sie ist nach Süden hin geöffnet und liegt auf etwa 415 m ü. NN.

## Geschichte und Nutzung
Erstmals besiedelt wurde die Philippenhöhle vermutlich von Menschen der Blattspitzen-Gruppe in der Zeit zwischen 50.000 und 35.000 v. Chr. Der Beweis ist der Fund eines Blattspitzenfragments in einer Bodenschicht auf dem Vorplatz der Höhle. In dieser frühen Nutzungsphase dürfte die Philippenhöhle nur als Rastplatz umherziehender Jäger und Sammler gedient haben. Geringe Reste deuten auf eine Nutzung der Höhle auch in der Bronzezeit hin. Aus der Hallstattzeit, etwa von 1300 bis 500 v. Chr., wurden Keramikscherben in der Höhle gefunden, die auf eine längere dauerhafte Besiedlung hinweisen. Anhand kleinerer Fundstücke ließ sich auch eine Nutzung der Höhle im Mittelalter nachweisen. Eine wissenschaftliche Untersuchung der Höhle im Jahr 1916 ergab, dass ihre intensive Nutzung über mehrere Epochen und frühere Ausgrabungen die Fundschichten und Spuren der jeweils früheren Epochen weitgehend zerstörten.